# Castelvecchio (Montalenghe)
Il Castelvecchio o Castellazzo è un edificio medioevale del Piemonte situato in comune di Montalenghe.

## Storia

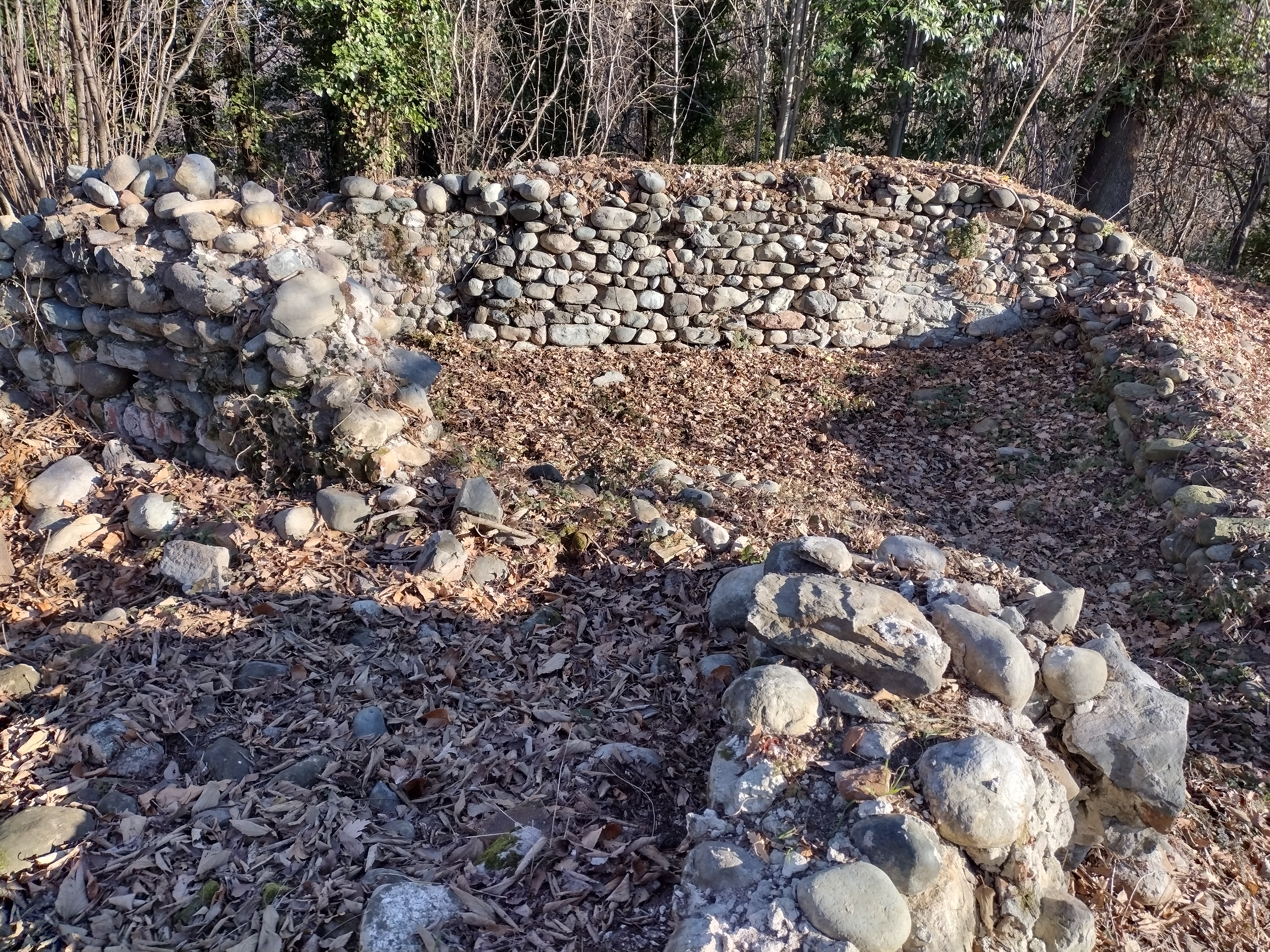
Le murature a secco in ciottoli di origine morenica

Il castello risale forse ad un periodo attorno all'anno mille, ma è citato per la prima volta in un documento del XII secolo. Il colle sul quale sorge l'edificio, in posizione strategica per controllare il passaggio dalla pianura torinese alla conca di Ivrea, fu comunque presumibilmente sede di un presidio militare anche in epoche più antiche, come suggerito dal ritrovamento sulla collina di reperti di epoca romana. 
Il castello nella prima metà del XIV secolo ricadeva sotto il dominio dei San Martino, di parte guelfa. Nel 1339, durante le ostilità tra questa famiglia nobiliare e quella dei Valperga, che coinvolsero tutto il Canavese, venne conquistato dopo scontri sanguinosi dai Valperga. Questi lo diedero in custodia ai signori di San Giorgio, le cui truppe lo saccheggiarono e lo diedero alle fiamme. L'edificio dopo essere stato restaurato venne poi progressivamente abbandonato e, a partire dal XVII secolo, fu parzialmente demolito per riutilizzarne i materiali in edifici della zona circostante.
 Nel 1733 i signori Negri di San Giorgio, ai quali era passato il feudo di Montalenghe, iniziarono i lavori che avrebbero portato alla costruzione dell'attuale castello di Montalenghe, in realtà una elegante residenza nobiliare circondata da un grande parco. Le antiche rovine del Castelvecchio sono state oggetto di alcuni lavori di ripulitura dalla vegetazione  e, in uno spiazzo prativo a fianco dei ruderi, è stata attrezzata un'area pic-nic.

## Architettura

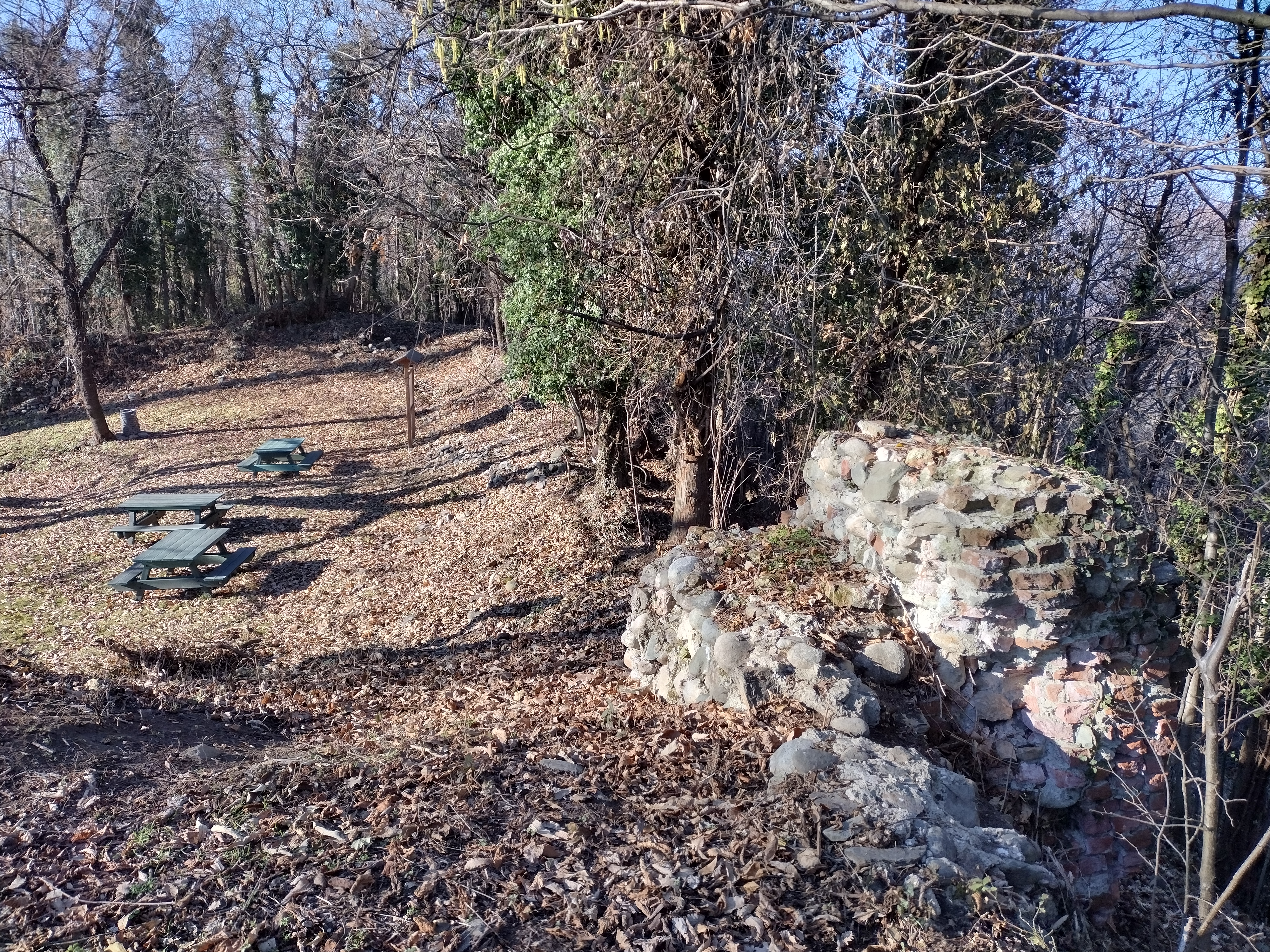
L'area pic nic vista dalla parte alta del castello

Il Castevecchio sorge a circa 420 metri di quota sul crinale collinare che costituisce la cinta più esterna dell'Anfiteatro morenico di Ivrea. Il suo stato di rovina era già attestato da Guglielmo Stefani a metà Ottocento. I ruderi consentono però di riconoscere alcune delle caratteristiche del vecchio castello, come le mura a secco perimetrali, una piccola cappella e il fossato difensivo.